# Psalm 11

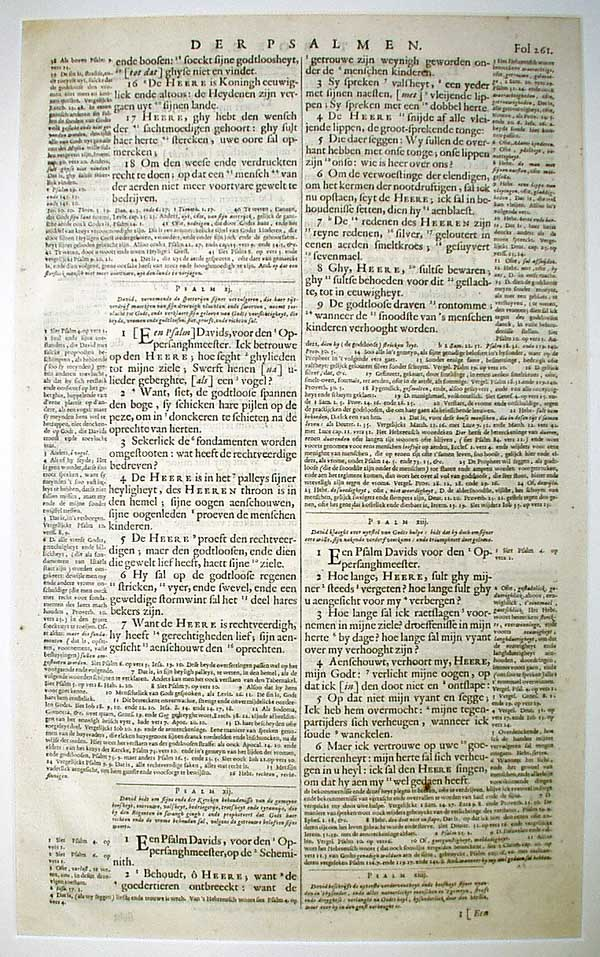
Psalm 11 in einer wissenschaftlichen Bibelausgabe des 17. Jahrhunderts

Der 11. Psalm (nach griechischer Zählung der 10.) ist ein Psalm Davids. Die Gattung des Psalmes lässt sich nicht klar bestimmen.

## Form
Die Form des Psalms weicht vom gewöhnlichen Schema ab, wodurch die Gattung unklar und umstritten ist. Der Alttestamentler Hermann Gunkel ordnet ihn schließlich als „Vertrauenspsalm in der Form des Gesprächs“ ein. Erhard S. Gerstenberger nennt ihn ein „disputierendes Gebet“ innerhalb der Gattung der Klagelieder eines Einzelnen. Hans-Joachim Kraus weist den Psalm der Formgruppe der Gebetslieder zu.
Üblicherweise wird der Psalm folgendermaßen gegliedert:
- Vers 1a: Vertrauen auf JHWH
- Vers 1b–3: Zurückweisen des Ratschlags wohlmeinender Freunde
- Vers 4–7: JHWH als gerechter Richter und Rechtshelfer der Verfolgten

Eine Aufteilung in Strophen wird für gewöhnlich nicht vorgenommen.

## Auslegung
Der Psalm ist stark individuell geprägt. Nach Klaus Seybold ist es das persönliche Zeugnis eines Verfolgten, der sich für den Rechtsweg entschieden habe, am Tempel Asyl nachsuche und ein Strafverfahren beantrage. Ähnlich urteilt Hermann Gunkel: Er sei die subjektive Reaktion eines einzelnen Dichters auf eine unverschuldete Notlage.
Eine andere, von Oswald Loretz angestrebte Richtung versucht den Psalm als ein Produkt nachexilischer Schriftgelehrsamkeit, die die Texte der Tradition modernisieren will, zu deuten.